# Душан Величковић
Душан Величковић (Београд, 1947 — Београд, 5. јануар 2023) био је српски новинар и писац.
Био главни уредник недељника НИН и Европа, оснивач часописа Александрија и новинар-сарадник најугледнијих светских часописа и новина.
Аутор је краткометражних филмова Лењин у покрету, Смртни људи, бесмртни злочини и дугометражног документарног филмова Ђинђић, једна животна прича.
Добитник је Међународне награде за слободу и журнализам у Напуљу 2009. године.

## Дела
- Слике сумње
- Амор мунди
- Интернационала
- Ђинђић – Лице младости
- Србија хардцоре
- Бела, ћао
- Балкан пин-уп
- Сва лица света